# Avtovo
La stazione di Avtovo (in russo А́втово?) è una stazione di metropolitana della Linea 1 di San Pietroburgo. Progettata da Levinson, è stata inaugurata come parte della prima linea, il 15 novembre 1955. Al momento dell'apertura della linea ne rappresentava uno dei capolinea.
Le colonne riccamente decorate si uniscono ad altre ricoperte di vetro ornamentale, preparate dalla vicina fabbrica di Lomonosov, così da far sembrare il vestibolo della stazione il foyer di un teatro o una sala di un palazzo: anche se il progetto originale prevedeva che tutte le colonne dovessero essere ornate di vetro, in alcuni casi venne utilizzato il solo marmo bianco, probabilmente per questioni di tempistica di consegna. Questa avrebbe dovuto essere una soluzione solo temporanea, ma rimase poi a carattere definitivo.
Le pareti stesse sono tappezzate dello stesso marmo che ricopre le colonne e sono interrotte sul lato settentrionale da griglie ornamentali per la ventilazione: al termine del marciapiede si può vedere un mosaico che rappresenta l'assedio di Leningrado, che durò più di due anni (1941-1944) nell'ambito delle operazioni sul fronte orientale della seconda guerra mondiale.
L'entrata della stazione è ricoperta da un edificio di stile neoclassico, con una grande cupola.